# Ledermanniella musciformis
Espèce
Synonymes
- Inversodicraea musciformis G.Taylor[2]

Statut de conservation UICN

 DD  : Données insuffisantes
Ledermanniella musciformis est une espèce de plantes à fleurs du genre Ledermanniella et de la famille des Podostemaceae selon la classification phylogénétique.

## Description
Ledermanniella musciformis est un arbre caulescent ramifié. Les feuilles inférieures sont en forme d'échelle et les feuilles supérieures sont linéaires. Son pédicelle a de 2 mm à 8 mm de long.

## Répartition
Plante endémique du Cameroun, on la trouve au Nord (dans la zone de Nakalba), au Nord-Ouest (près de Bamenda et dans les chutes des Monts Mba Kokeka) et au Sud-Ouest (à 7 500 pieds au-dessus du niveau de la mer au niveau de Tchamba). 